# Alardo de São Sebastião
O Alardo de São Sebastião é um folguedo que ocorre no sul da Bahia e no norte do Espírito Santo, no município de Conceição da Barra. Esse folguedo é representado em 2 atos, nos dias 19 e 20 de janeiro, e representa uma disputa entre cristãos (de roupa azul) e mouros (de roupa vermelha). O evento tem São Sebastião como santo de devoção. 